# Morgan Nicholls
Morgan Daniel Nicholls é um músico e compositor inglês, muito conhecido por sua participação junto a bandas de prestigio na Inglaterra como Senseless Things, Gorillaz, The Streets, Muse e, mais recentemente, Lily Allen. Ele também tentou uma carreira solo com o nome Morgan.

## Discografia

### Solo

#### Álbuns
- 2000: Organized

#### Singles
- 1999: "Miss Parker"
- 1999: "Soul Searching"
- 2000: "Flying High"
- 2000: "Sitting in the Sun"

### Outros projetos
- 1989: Postcard C.V.
- 1991: The First of Too Many
- 1993: Empire of the Senseless
- 1995: Taking Care of Business